# Entrerríos
Entrerríos è un comune della Colombia facente parte del dipartimento di Antioquia.
Il centro abitato venne fondato da Diego Beltrán de Castillo, José Ignacio Jaramillo e Modesto Tamayo nel 1830, mentre l'istituzione del comune è del 1835.